# 고카몬인노 벳토

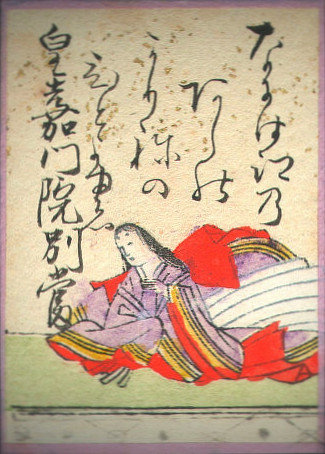

고카몬인노 벳토(일본어: 皇嘉門院別当, 생몰년 미상)는 일본 헤이안 시대 후기의 궁녀, 시인이다.

## 와카
```
나니와강의 갈대 마디처럼 짧고도 짧은 하룻밤 사랑이기에 온 정성 다하리이다
難波江の蘆のかりねのひとよゆゑ身を尽くしてや恋ひわたるべき
```